# Palaichori
Palaichori, soms gespeld als Palechori, (Grieks: Παλαιχώρι - 'oud dorp') is een plaats in het district Nicosia in de Republiek Cyprus. Het dorp bevindt zich in het midden van het eiland Cyprus, in de regio Pitsilia in het Troodosgebergte. Palaichori telt ongeveer 1200 inwoners en ligt op een hoogte van zo'n 900 meter.
Dankzij overvloedige regenval is het een van de best geïrrigeerde plaatsen op Cyprus en zeer vruchtbaar. Het benodigde water wordt opgevangen door de Palaichori-Kampidam.

## Twee dorpen en twee gemeenten
Eigenlijk bestaat Palaichori uit twee dorpjes die twee aparte gemeenten vormen: Palaichori Oreinis (Grieks: Παλαιχώρι Ορεινής - 'Palaichori Berg', met ongeveer 400 inwoners) en Palaichori Morphou (Grieks: Παλαιχώρι Μόρφου, met ongeveer 800 inwoners). Deze scheiding wordt veroorzaakt door het riviertje de Serrache of Serrachis, afkomstig van de berg Papoutsa.

## Geschiedenis en bezienswaardigheden
De oudste vermelding van Palaichori dateert uit de 12e eeuw toen het gebied werd verleend door koning Hendrik II van Cyprus. De scheiding in twee gemeentes gaat terug tot de 14e eeuw en vond waarschijnlijk zelfs eerder plaats.
In Palaichori bevinden zich twee 16e-eeuwse kerken. Dit zijn de kerk Panagia Chrysopantanassa en de kapel Metamorfosis tou Sotiros ('Gedaanteverandering van Jezus') die op de werelderfgoedlijst van de UNESCO staat en muurschilderingen bevat die tot de meeste gave van Cyprus behoren.
Palaichori herbergt ook twee musea, waarvan één met kunstschatten zoals iconen uit de Byzantijnse tijd. Het andere museum staat op een locatie die tijdens de onafhankelijkheidsstrijd van 1955-1959 tegen het Verenigd Koninkrijk als onderkomen van de Cypriotische verzetsbeweging EOKA diende en die nu een daaraan gewijd museum is. Ook een hogerop gelegen monument (de 'Cypriotische Moeder') herinnert aan deze periode.

## Geboren
- Kyriacos Triantaphyllides (1944), ambtenaar en politicus